# Belal Muhammad
Belal Muhammad (ur. 9 lipca 1988 w Chicago) – amerykański zawodnik mieszanych sztuk walki (MMA) pochodzenia palestyńskiego. Były mistrz UFC w wadze półśredniej.
Były zawodnik takich organizacji jak Bellator MMA oraz Titan FC, w której w 2016 roku był mistrzem wagi półśredniej.

## Życiorys
Muhammad urodził się i wychował w Chicago, w rodzinie Palestyńczyków. Ma czworo rodzeństwa: starszego brata, starszą siostrę i dwóch młodszych braci. Trenował zapasy w Bogan High School i ukończył studia na Uniwersytecie Illinois w Urbanie i Champaign.

## Życie prywatne
Muhammad jest muzułmaninem i zdeklarowanym zwolennikiem Palestyny. Potępił konflikt izraelsko-palestyński w 2021, okazując wsparcie dla Palestyńczyków, a jednocześnie potępiając antysemityzm.
1 czerwca 2020 firmy należące do ojca i kuzynów Muhammada w Chicago zostały splądrowane i zniszczone w wyniku zamieszek związanych z zabójstwem George’a Floyda.
Reprezentuje Palestynę.

## Osiągnięcia

### Mieszane sztuki walki
- 2016: Mistrz Titan FC w wadze półśredniej
- 2019: Walka miesiąca stycznia wg. MMAjunkie.com[12]
- 2024-2025: Mistrz UFC w wadze półśredniej
- Najwięcej wygranych przez jednogłośne decyzje sędziów w organizacji UFC w wadze półśredniej[13]

## Lista zawodowych walk w MMA
| Wynik     | Bilans   | Przeciwnik (bilans przed walką) | Rozstrzygnięcie                | Runda | Czas | Rozgrywki                              | Data       | Miejsce    | Uwagi                                                                                 |
| --------- | -------- | ------------------------------- | ------------------------------ | ----- | ---- | -------------------------------------- | ---------- | ---------- | ------------------------------------------------------------------------------------- |
| Przegrana | 24-4 (1) | Jack Della Maddalena (17-2)     | Decyzja (jednogłośna)          | 5     | 5:00 | UFC 315                                | 10.05.2025 | Montreal   | Stracił pas mistrzowski UFC w wadze półśredniej. Main Event. Bonus za walkę wieczoru. |
| Wygrana   | 24-3 (1) | Leon Edwards (22-3. 1 NC)       | Decyzja (jednogłośna)          | 5     | 5:00 | UFC 304: Edwards vs. Muhammad 2        | 27.07.2024 | Manchester | Zdobył pas mistrzowski UFC wadze półśredniej. Main Event                              |
| Wygrana   | 23-3 (1) | Gilbert Burns (22-5)            | Decyzja (jednogłośna)          | 5     | 5:00 | UFC 288                                | 06.05.2023 | Newark     | Co-Main Event                                                                         |
| Wygrana   | 22-3 (1) | Sean Brady (15-0)               | TKO (ciosy pięściami)          | 2     | 4:47 | UFC 280                                | 22.10.2022 | Abu Zabi   | Bonus za występ wieczoru.                                                             |
| Wygrana   | 21-3 (1) | Vicente Luque (21-7-1)          | Decyzja (jednogłośna)          | 5     | 5:00 | UFC on ESPN: Luque vs. Muhammad 2      | 16.04.2022 | Las Vegas  | Main Event                                                                            |
| Wygrana   | 20-3 (1) | Stephen Thompson (16-5-1)       | Decyzja (jednogłośna)          | 3     | 5:00 | UFC Fight Night: Lewis vs. Daukaus     | 18.12.2021 | Las Vegas  |                                                                                       |
| Wygrana   | 19-3 (1) | Demian Maia (28-10)             | Decyzja (jednogłośna)          | 3     | 5:00 | UFC 263                                | 12.06.2021 | Glendale   |                                                                                       |
| Nieodbyta | 18-3 (1) | Leon Edwards (18-3)             | No contest (cios palcem w oko) | 2     | 0:18 | UFC Fight Night: Edwards vs. Muhammad  | 13.03.2021 | Las Vegas  |                                                                                       |
| Wygrana   | 18-3     | Dhiego Lima (15-7)              | Decyzja (jednogłośna)          | 3     | 5:00 | UFC 258                                | 13.02.2021 | Las Vegas  |                                                                                       |
| Wygrana   | 17-3     | Lyman Good (21-5)               | Decyzja (jednogłośna)          | 3     | 5:00 | UFC on ESPN: Blaydes vs. Volkov        | 20.06.2020 | Las Vegas  |                                                                                       |
| Wygrana   | 16-3     | Takashi Sato (15-2)             | Poddanie (duszenie zza pleców) | 3     | 1:55 | UFC 242                                | 07.09.2019 | Abu Zabi   | Bonus za występ wieczoru.                                                             |
| Wygrana   | 15-3     | Curtis Millender (17-4)         | Decyzja (jednogłośna)          | 3     | 5:00 | UFC 236                                | 13.04.2019 | Atlanta    |                                                                                       |
| Przegrana | 14-3     | Geoff Neal (10-2)               | Decyzja (jednogłośna)          | 3     | 5:00 | UFC Fight Night: Cejudo vs. Dillashaw  | 19.01.2019 | Brooklyn   |                                                                                       |
| Wygrana   | 14-2     | Chance Rencountre (12-2)        | Decyzja (jednogłośna)          | 3     | 5:00 | UFC Fight Night: Rivera vs. Moraes     | 01.06.2018 | Utica      |                                                                                       |
| Wygrana   | 13-2     | Tim Means (27-8-1)              | Decyzja (niejednogłośna)       | 3     | 5:00 | UFC Fight Night 121: Werdum vs. Tybura | 19.11.2017 | Sydney     |                                                                                       |
| Wygrana   | 12-2     | Jordan Mein (29-11)             | Decyzja (jednogłośna)          | 3     | 5:00 | UFC 213                                | 08.07.2017 | Las Vegas  |                                                                                       |
| Wygrana   | 11-2     | Randy Brown (9-1)               | Decyzja (jednogłośna)          | 3     | 5:00 | UFC 208                                | 11.02.2017 | Brooklyn   |                                                                                       |
| Przegrana | 10-2     | Vicente Luque (10-5-1)          | KO (ciosy pięściami)           | 1     | 1:19 | UFC 205                                | 12.11.2016 | Nowy Jork  |                                                                                       |
| Wygrana   | 10-1     | Augusto Montaño (15-2)          | TKO (ciosy pięściami)          | 3     | 4:19 | UFC Fight Night: Poirier vs. Johnson   | 17.09.2016 | Hidalgo    |                                                                                       |
| Przegrana | 9-1      | Alan Jouban (13-4)              | Decyzja (jednogłośna)          | 3     | 5:00 | UFC Fight Night: dos Anjos vs. Alvarez | 07.07.2016 | Las Vegas  | Debiut w UFC. Bonus za występ wieczoru.                                               |
| Wygrana   | 9-0      | Steve Carl (22-4)               | TKO (ciosy pięściami)          | 4     | 4:07 | Titan FC 38                            | 30.04.2016 | Miami      | Zdobył inauguracyjny pas mistrzowski Titan FC wadze półśredniej. Main Event           |
| Wygrana   | 8-0      | Zane Kamaka (10-1)              | Decyzja (jednogłośna)          | 3     | 5:00 | Titan FC 35                            | 19.09.2015 | Ridgefield |                                                                                       |
| Wygrana   | 7-0      | Keith Johnson (10-2)            | Decyzja (jednogłośna)          | 3     | 5:00 | Titan FC 33                            | 20.03.2015 | Mobile     | Debiut Titan FC.                                                                      |
| Wygrana   | 6-0      | Chris Curtis (10-3)             | Decyzja (jednogłośna)          | 3     | 5:00 | Hoosier Fight Club 21                  | 13.09.2014 | Valparaiso |                                                                                       |
| Wygrana   | 5-0      | AJ Matthews (6-2)               | Decyzja (jednogłośna)          | 3     | 5:00 | Bellator 112                           | 14.03.2014 | Hammond    |                                                                                       |
| Wygrana   | 4-0      | Garrett Gross (4-4)             | Decyzja (jednogłośna)          | 3     | 5:00 | Hoosier Fight Club 18                  | 09.11.2013 | Valparaiso |                                                                                       |
| Wygrana   | 3-0      | Jimmy Fritz (0-0)               | TKO (ciosy pięściami)          | 2     | 2:19 | Hoosier Fight Club 15                  | 06.04.2013 | Valparaiso |                                                                                       |
| Wygrana   | 2-0      | Quinton McCottrell (7-9)        | Decyzja (jednogłośna)          | 3     | 5:00 | Bellator 84                            | 14.12.2012 | Hammond    | Debiut w Bellator MMA.                                                                |
| Wygrana   | 1-0      | Justin Brock (2-2)              | TKO (ciosy pięściami)          | 1     | 2:17 | Hoosier Fight Club 12                  | 18.08.2012 | Valparaiso |                                                                                       |